# Monstera punctulata
Monstera punctulata là một loài thực vật có hoa trong họ Ráy (Araceae). Loài này được (Schott) Schott ex Engl. mô tả khoa học đầu tiên năm 1879.